# Výšková budova

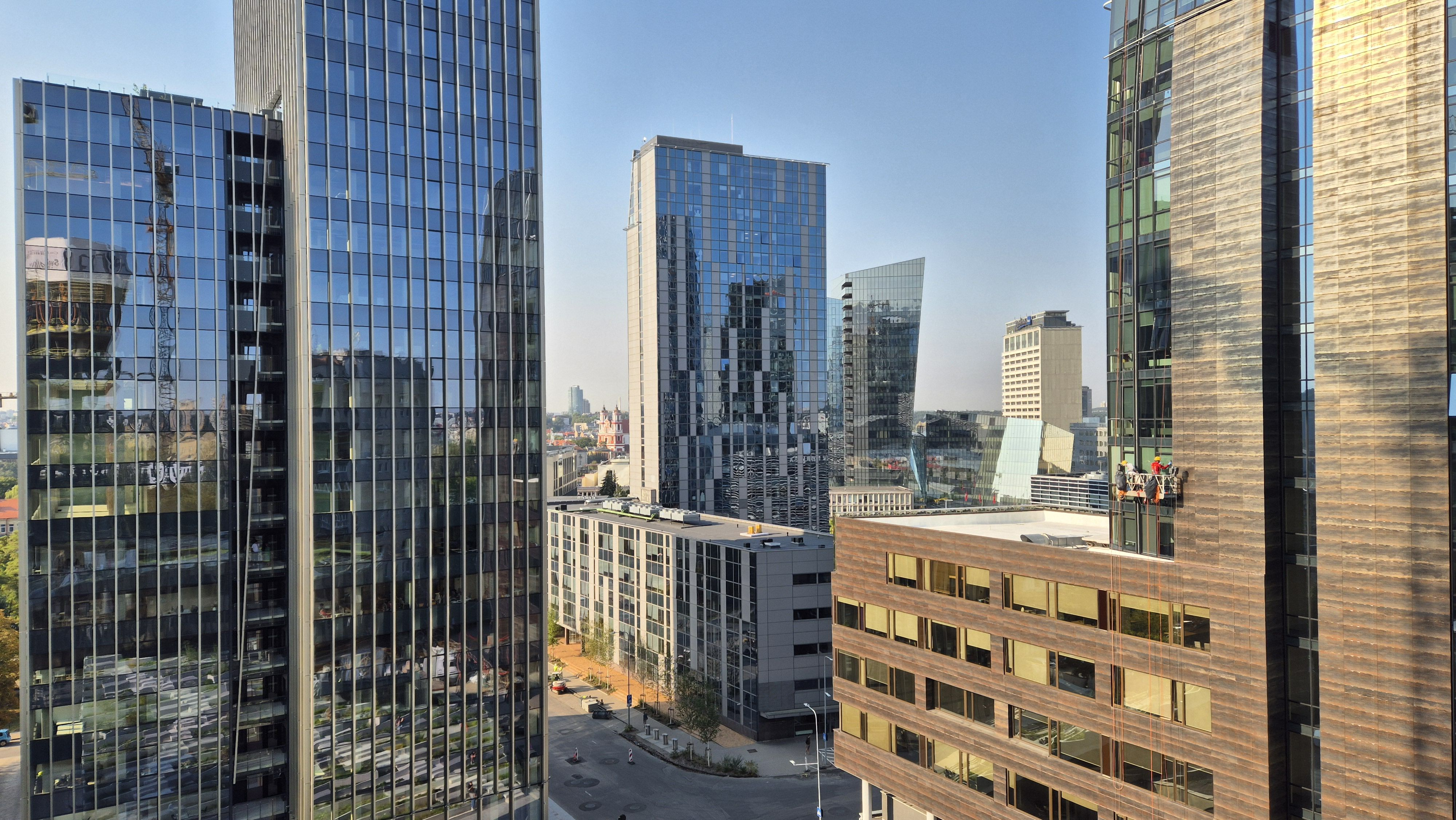
Výšková budova ve Vilnius Central Business District

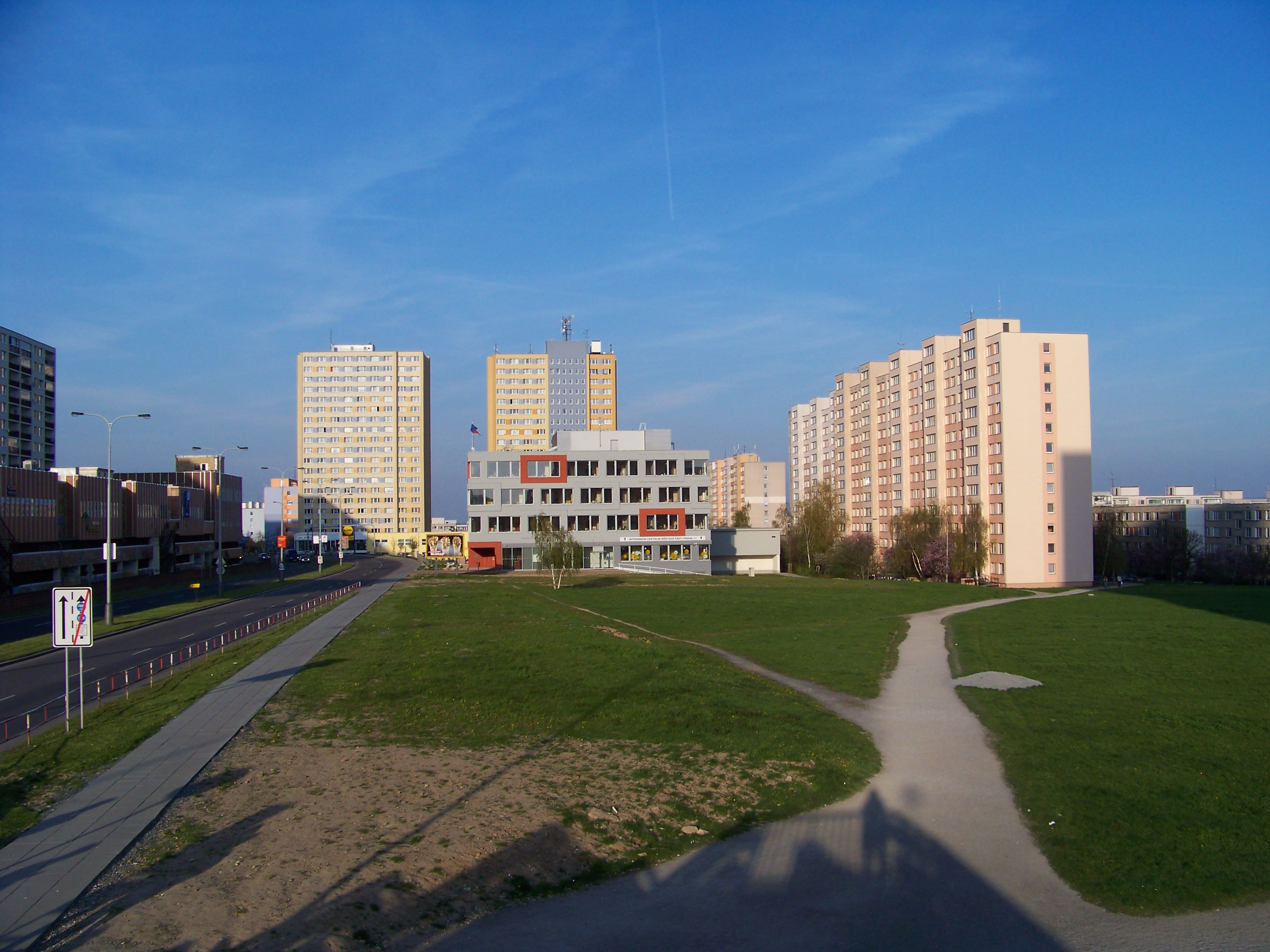
Například většinu panelových domů na Jižním Městě v Praze lze považovat za výškové budovy

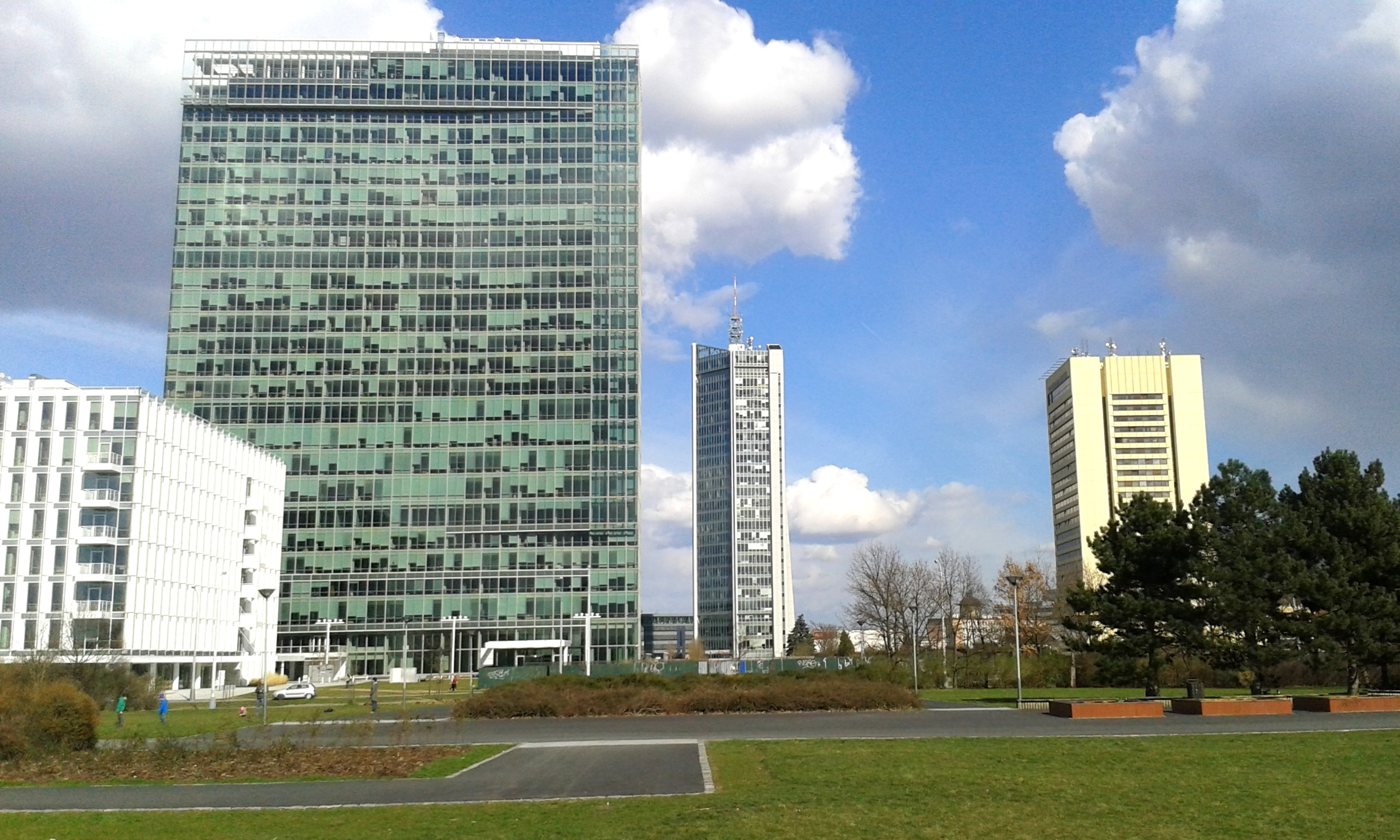
City Tower vysokou 116 metrů a 27 pater na Pankrácké pláni lze považovat podle různých definic jak za mrakodrap (má více než 100 metrů), tak za výškovou budovu (má méně než 30 pater)

Výšková budova (též výškový dům, či obecněji výšková stavba, anglicky: high-rise či tower block) je vysoká stavba, která je ve většině výšky tvořena podlažími využitelnými jako obytné nebo kancelářské prostory.

## Definice
V České republice je jako výšková stavba chápána vysoká budova o více než 8 podlažích a za věžovou stavbu se považuje výšková stavba nad 25 podlaží.
Různé zdroje definují výškové budovy:
- Emporis (firma shromažďující data o mrakodrapech a výškových budovách) definuje výškovou budovu jako vícepatrovou budovu vysokou 35–100 metrů, nebo budovu s neznámou výškou s 12–39 patry.[3]
- Nový kratší Oxfordský slovník angličtiny označuje výškovou budovu jako budovu s více patry.
- Dle Institutu plánování a rozvoje hl. města Prahy je výšková budova vyšší než 12 pater.[4]

## Historie
Rozvoj výškových budov začal po vynalezení výtahu a levného stavebního materiálu, stavějí se většinou ze železobetonu.